# Fédération néerlandaise de go
La Fédération néerlandaise de go (en néerlandais Nederlandse Go Bond - NGoB) est l'organisation nationale chargée de gérer et de promouvoir la pratique du jeu de go aux Pays-Bas. Elle fut fondée en 1959.
Le président est Han Ellenbroek.

## Clubs
Le Nederlandse Go Bond compte une quarantaine de clubs, répartis sur l'ensemble du pays. Le plus vieux d'entre eux étant celui d'Amsterdam, fondé à la fin des années 1950.

## Joueurs de go néerlandais
- Guo Juan, ancienne professionnelle chinoise, championne d'Europe en 1994, 1995, 1996, 1997.
- Rob Van Zeijst 7e dan amateur, champion d'Europe en 1981, 1990, 1993.
- Ronald Schlemper 7e dan amateur, champion d'Europe en 1982, 1985, 1986.
- Merlijn Kuin 6e dan amateur.
- Frank Janssen 6e dan amateur.
- Peter Brouwer 6e dan amateur.
- Gilles Van Eerden 6e dan amateur.
- Geert Groenen 6e dan amateur.
- Michiel Eijkhout 6e dan amateur.
- Emil Nijhuis 6e dan amateur.
- Max Rebattu 5e dan amateur, multiple champion de bridge des Pays-Bas, il fut par ailleurs champion national de go sans interruption entre 1963 et 1976, et vice-champion d'Europe en 1965, 1972 et 1978.
- Filip Vanderstappen 5e dan amateur.
- Alexander Eerbeek 5e dan amateur.
- Robert Rehm 5e dan amateur.
- Rudi Verhagen 5e dan amateur.

## Bureau (Bestuur)
- Président (Voorzitter) : Han Ellenbroek
- Trésorier (Penningmeester) : Paul Becherer
- Secrétaire (Secretaris) : René Aaij